# Личный чемпионат СССР по шахматной композиции 1962
Чемпионат СССР по шахматной композиции 1962 — 6-й личный чемпионат.
П/ф — 464 композиции 78 авторов, опубликованные в 1959—1961.

## Двухходовки
П/ф 150 задач 36 авторов. Финал — 30 задач 15 авторов. 
Судьи: К. Григорьев и Загоруйко. 
1. Лошинский — 157 очков; 

2. Чепижный — 140½; 

3. Лившиц — 86; 

4. Руденко — 65; 

5. Рухлис — 25; 

6. А. Ярославцев — 16; 

7. Мельниченко — 15; 

8. Домбровскис — 13; 

9. В. Литвинов — 11; 

10. А. Копнин — 9; 

11. Гебельт — 8; 

12—14. В. Иозайтес, А. Калинин и Козлов — по 6; 

15. Шиф — 3½. 
Лучшая композиция — Лошинский и Чепижный.

## Трёхходовки
П/ф — 99 задач 31 автора. Финал — 25 задач 14 авторов. 
Судьи: Руденко и Чепижный.
1. Лошинский — 158½ очков;
2. Я. Владимиров — 86½;
3. Загоруйко — 39½;
4. Шиф — 35½;
5. Домбровскис — 32;
6. А. Копнин — 29;
7. Орешин — 12;
8. Гебельт — 10½;
9. Брон — 9;
10. Драйска — 6;
11. Ю. Бледнов — 3;
12. С. Цырулик — 2½;
13. А. Ярославцев — 2;
14. Мельниченко — 1.

Лучшая композиция — Домбровскис и Копнин.

## Многоходовки
П/ф — 63 задачи 19 авторов. Финал — 25 задач 17 авторов. 
Судьи: Ал. Кузнецов и Попандопуло. 
1. Владимиров — 88 очков; 

2. Руденко — 55; 

3. Загоруйко — 50; 

4. Шиф — 28½; 

5. Лошинский — 26½; 

6—7. Брон и Бюзандян — по 24; 

8—9. А. Копнин и Печёнкин — по 22; 

10. Каковин — 19; 

11. Пигитс — 16; 

12. Чепижный — 15; 

13. В. Николаев — 12; 

14. Калинин — 10; 

15. Литвинов — 8; 

16. А. Ярославцев — 5; 

17. Зелепукин — 2. 
Лучшая композиция — Загоруйко.

## Этюды
П/ф — 152 этюда 29 авторов. Финал — 35 этюдов 21 автора. 
Судьи: Беленький и Гербстман. 
1. Гурвич — 148½ очков; 

2. Каспарян — 131; 

3. Якимчик — 85; 

4. Сарычев — 64; 

5. Корольков — 45; 

6. Каковин — 37; 

7. Б. Бадай — 31; 

8. Казанцев — 28; 

9—11. Бабич, Ан. Кузнецов и Сахаров — по 19; 
 
12. Брон — 18; 

13. Евреинов — 17; 

14. Митрофанов — 16; 

15. Тявловский — 15; 

16. Погосянц — 12½; 

17. Ал. Кузнецов — 10; 

18. Горгиев — 7; 

19—20. Надареишвили и Чеховер — по 4; 
 
21. В. Неидзе — 2. 
Лучшая композиция — Каспарян.